# Something Corporate
Something Corporate es una banda de Piano rock que surgió en 1998 en Orange County, California formada por el virtuoso mùsico, pianista Andrew McMahon. Mientras que ellos definen su música como piano rock, la industria los ha puesto entre los géneros del pop y el punk.

## Miembros

### Actuales
- Andrew McMahon - vocalista/pianista
- Josh Partington – guitarrista
- William Tell – guitarrista
- Kevin "Clutch" Page – bajista
- Brian Ireland – baterista

### Antiguos
- William Tell - guitarrista
- Richard Hernandez - baterista

## Discografía

### Álbumes de estudio
- Ready...Break (2000)
- Audioboxer (2001)
- Galaxy Sessions (2001)
- Leaving Through the Window (2002)
- Live At Fillmore Theatre (2003)
- North (2003)
- Songs For Silent Movies (2003)
- Played in Space (2010)

### Álbumes en vivo
- Live at the Fillmore (2004)

### Sencillos
- "If You C Jordan" (2002)
- "I Woke Up in a car" (2002)
- "Punk Rock Princess" (2003)
- "Space" (2004)